# Pandanus conoideus
Espèce
Pandanus conoideus est une espèce de plantes à fleurs de la famille des Pandanaceae originaire de de Nouvelle-Guinée. Son fruit est consommé en Papouasie-Nouvelle-Guinée et en Papouasie, Indonésie. Les fruits des Pandanus présentent une couleur rouge intense indiquant qu'ils sont riches en bêta-carotène.

## Description
Pandanus conoideus est un arbre de taille moyenne 2-3,5 m, qui pousse en groupes de douze à trente individus jusqu'à l'âge de dix ans environ, et qui commence à produire des fruits à l'âge de 1,5 à 5 ans, avec une période de fructification d'environ 3 à 4 mois. Le tronc a un diamètre d'environ 20-40 cm, il est de couleur brune avec des taches blanches, la direction de croissance est verticale ou dressée, avec environ 2-4 branches, et a une surface épineuse. Il possède un système de racines pivotantes dont la longueur de la racine principale est comprise entre 0,2-3,5 m, avec une circonférence de racine 6-20 cm, de couleur brune avec des taches blanches, les racines forment des touffes de 6-97 racines/branches,. 
Les feuilles mesurent de 96 × 9,3 cm à 323 × 15 cm. Elles sont en forme de lanières (lancéolées-allongées), mucronées à l'extrémité et à base tronquée. Les plis ventraux et les nervures des feuilles sont épineux. Les feuilles sont flexibles, vertes foncées, ont des nervures parallèles, n'ont pas d'odeur et sont attachées directement à la tige sans pétiole (sessiles),. 
Les fleurs ressemblent à celles des jacquiers avec une couleur rougeâtre. Le fruit est une drupe. Il fusionne à des degrés divers pour former des fruits multiples, peut être cylindrique ou triangulaire avec une pointe arrondie émoussée et une base en forme de cœur, il mesure 30-110 cm en longueur, 10-15 cm en diamètre à son milieu,. 
Généralement, le fruit passe du rouge pâle au rouge brique à mesure qu'il mûrit. Selon la variété, comme Mbarugum, Maler et Magari, les caractéristiques souhaitables sont les suivantes : cinq à dix fruits par touffe, une moelle tendre, une grande taille, une production de 120 mL d'huile par kg de fruit, ainsi que de nombreuses branches racinaires,.

## Culture et utilisation
Il est généralement cultivé comme source de nourriture et comme médecine populaire. En Indonésie, le « buah merah » est utilisé dans un mélange de légumes à feuilles de chayote, de patate douce ou de chou. Comme le buah merah contient une grande quantité d'huile, il rend les légumes plus savoureux. Le buah merah peut également être transformé en sauce, bien qu'il soit impopulaire car il peut provoquer des insomnies s'il est consommé en grande quantité. En revanche, en Papouasie-Nouvelle-Guinée, le fruit est transformé en une sauce rouge appelée « marita sauce ». La sauce marita est une substance semblable au ketchup qui est utilisée pour aromatiser les aliments. On l'utilise également pour faire de la crème glacée, du pudding, du taro et des boissons. Lors de la fabrication de l'extrait, la pulpe restante peut également être transformée en gâteau et en « dodol » avec du riz gluant ».
En plus d'en faire de la nourriture, les Papous utilisaient également le fruit sucré comme appât pour capturer des oiseaux de paradis, des cuscus arboricoles, des rats terrestres. Il est également utilisé comme fourrage pour le bétail. Il est également utilisé et comme matériau de construction, les racines étant transformées en cordes et en tapis de sol, et son bois étant utilisé pour construire des murs.
Le fruit est généralement préparé en le fendant, en l'enveloppant dans des feuilles et en le faisant cuire dans un four en terre, ce qui en fait un mets traditionnel.
Les cultivars de Pandanus conoideus se distinguent selon la taille, la couleur et la forme du fruit. Les six variétés comprennent, « buah merah panjang » (rouge long), « buah merah sedang » (rouge moyen), « buah merah pendek » (rouge court), « buah merah cokelat » (brun), « buah merah kuning panjang » (jaune long) et « buah merah kuning pendek » (jaune court). Parmi ces variétés, certaines ont été développées en différentes accessions qui sont largement cultivées;
| Nom !    | Tronc/branche ! ! Feuille ! | Fruit | |
| -------- | --- | --- | --- |
| Maler    | Grand, gros et ramifié, avec 2-15 branches, 6-16 racines/branches, 3 ans pour commencer à fructifier | Grande feuille, longueur 1,4-2,1 m, largeur 7-10 cm, épines bien serrées | Grand et long avec longueur 60-86 cm, triangulaire et arrondi, circonférence de la base 35-54 cm, circonférence du bord 16-28 cm, poids 6-9,5 kg, rouge et désorganisé, haute teneur en huile.                  |
| Mbarugum | Grande avec une hauteur de 2-3,5 m, un diamètre de 20-40 cm, 2-4 branches, 11-97 racines/branches avec de longues pointes, 3-5 ans pour commencer à fructifier, les fruits arrivent à maturité en 3-4 mois | Grande feuille, longueur 3,2 m, largeur 15 cm, les épines sont serrées, la pointe a une épine                                                                                             | Grande et longue avec une longueur de 68-110 cm, cylindrique, la circonférence de la base 31,5-40,5 cm, la circonférence du bord 14-20 cm, pesant 7-10 kg, rouge et en rangées désorganisées.                   |
| Ibagaya  | Courte à moyenne, avec 2-8 branches, diamètre 30-46 cm, 6-13 racines/branches, commence à fructifier en 16 mois                                                                                            | Moyenne, longueur 1,1-1,6 m, largeur 4-8 cm, épines éparses | Petite avec une longueur de 30-46 cm, arrondie, la circonférence de la base 35-44 cm, la circonférence du bord 10-15 cm, pesant 5-6 kg, rouge et en rangs désorganisés, savoureuse et à faible teneur en huile. |
| Kuanggo  | De taille moyenne avec 2-8 branches, diamètre 30-46 cm, 6-13 racines/branche, commence à fructifier en 16 mois                                                                                             | De taille moyenne, longueur 1,1-1,6 m, largeur 4-8 cm, épines serrées | De forme triangulaire avec longueur de 35-58 cm, circonférence de la base 39-54 cm, circonférence du bord ?, poids 4-7 kg, rouge et en rangs désorganisés, teneur en huile moyenne.                             |
| Kenen    | Courte avec 2-8 branches, diamètre 30-46 cm, 6-13 racines/branches, commence à fructifier en 16 mois, | Moyenne, longueur 1,1-1,6 m, largeur 4-8 cm, épines éparses | Petite avec une longueur de 35-44 cm et une circonférence arrondie à la base 35-44 cm, la circonférence du bord 10-15 cm, pesant 4-7 kg, rouge et en rangs désorganisés, faible teneur en huile et savoureuse.  |
| Muni     | Grande taille, longueur 1,4-2,1 m, largeur 7-10 cm, épines peu acérées | Moyenne à petite, longueur 50-73 cm, triangulaire, circonférence de la base 55-74 cm, circonférence du bord 14-20 cm, poids 5-8 kg, rouge et en rangs désorganisés, haute teneur en huile | |

Les autres accessions comprennent Menjib Rumbai, Edewewits, Memeri, Monsrus, Monsor, cultivées à Manokwari et dans les régions de plaine. Hityom, Himbiak, Hibcau, cultivés dans le district de Minyambow, à Manokwari et dans les régions montagneuses.

## Nutriments et composés phytochimiques
Pandanus conoideus est une bonne source de vitamine A avec 130 μg d'α-carotène, 1 980 μg de β-carotène et 1 460 μg de β-cryptoxanthine. Il constitue également une bonne source de vitamine E naturelle.
| Acide gras        | Type                   | Pourcentage d'huile dans l'extrait | Pourcentage d'huile dans les graines |
| ----------------- | ---------------------- | ---------------------------------- | ------------------------------------ |
| Acide oléique     | Mono-insaturé          | 51,53 %                            | 40,90 %                              |
| Acide palmitique] | Saturé                 | 17,84 %                            | 15,90 %                              |
| Acide linoléique  | Polyinsaturé (oméga-6) | 3,15 %                             | 5,26 %                               |
| Acide stéarique)  | saturé                 | 2,4 %                              | 2 %                                  |
| Autre acide gras  | -                      | <1,5%                              | <1,5%                                |

## Dénominations
Le fruit a plusieurs noms : marata, marita en langue locale de Papouasie-Nouvelle-Guinée, kuansu en langue dani de la Valley de Wamena, ou buah merah (« fruit rouge ») en indonésien. 

## Systématique
Le nom correct complet (avec auteur) de ce taxon est Pandanus conoideus Lam..
Pandanus conoideus a pour synonymes :
- Bryantia butyrophora Webb
- Pandanus butyrophorus (Webb) Kurz
- Pandanus ceramicus Kunth
- Pandanus cominsii var. augustus B.C.Stone
- Pandanus cominsii var. micronesicus B.C.Stone
- Pandanus cominsii Hemsl.
- Pandanus englerianus Martelli
- Pandanus erythros H.St.John
- Pandanus hollrungii f. caroliniana Martelli
- Pandanus hollrungii Warb.
- Pandanus latericius B.C.Stone
- Pandanus mac-gregorii Solms
- Pandanus magnificus Martelli
- Pandanus minusculus B.C.Stone
- Pandanus plicatus H.St.John
- Pandanus ruber H.St.John
- Pandanus subumbellatus Becc.
- Pandanus subumbellatus Becc. ex Solms
- Pandanus sylvestris Kunth